# Krajnik Górny
Krajnik Górny, německy Hohenkränig, je vesnice ve gmině Chojna v okrese Gryfino v Západopomořském vojvodství v západním Polsku. Nachází se také na pravém břehu veletoku Odra u německo-polské státní hranice a v mezoregionu Pojezierze Myśliborskie.

## Historie a popis
První zmínka o obci pochází z roku 1270. Kostel s barokním oltářem byl postaven z bludných balvanů v 15. století, původně byl gotický a renesančně přestavěný v 17. století. Budova kostela je částečně omítnutá, rozšířená o mohutnou kamennou a cihlovou věž, která byla ještě v 19. stol. mírně rozšířená. Po druhé světové válce bylo původní německé obyvatelstvo vystěhováno, podobně jako v okolních sídlech. V letech 1975–1998 město administrativně patřilo do Štětínského vojvodství. V období Polské lidové republiky zde, podobně jako na jiných místech státní hranice, působili pohraničníci. V roce 2021 zde žilo 149 obyvatel. Nejbližší sousední vesnicí je Krajnik Dolny.

## Příroda
U vesnice se nachází krajinný park Cedyński Park Krajobrazowy. Populární je také Dolina Miłości.

### Park
Ve vesnici se také nachází historický park anglického typu - pozůstatek paláce, s četnými stromy jasanem ztepilým, jasanem pensylvánským, jasanem americkým, dubem letním ,dubem zimním, dubem šarlatovým, dubem červeným, dubem cer, katalpou, jinanem dvoulaločným .Rostlinný pokryv doplňují šeříky, tisovce, hlohy a plaménky.

## Turistické a cyklistické trasy
- Dálková cyklistická trasa Szlak Zielona Odra.
- Trasa pro pěší Szlak przez Rajską Dolinę.

## Galerie

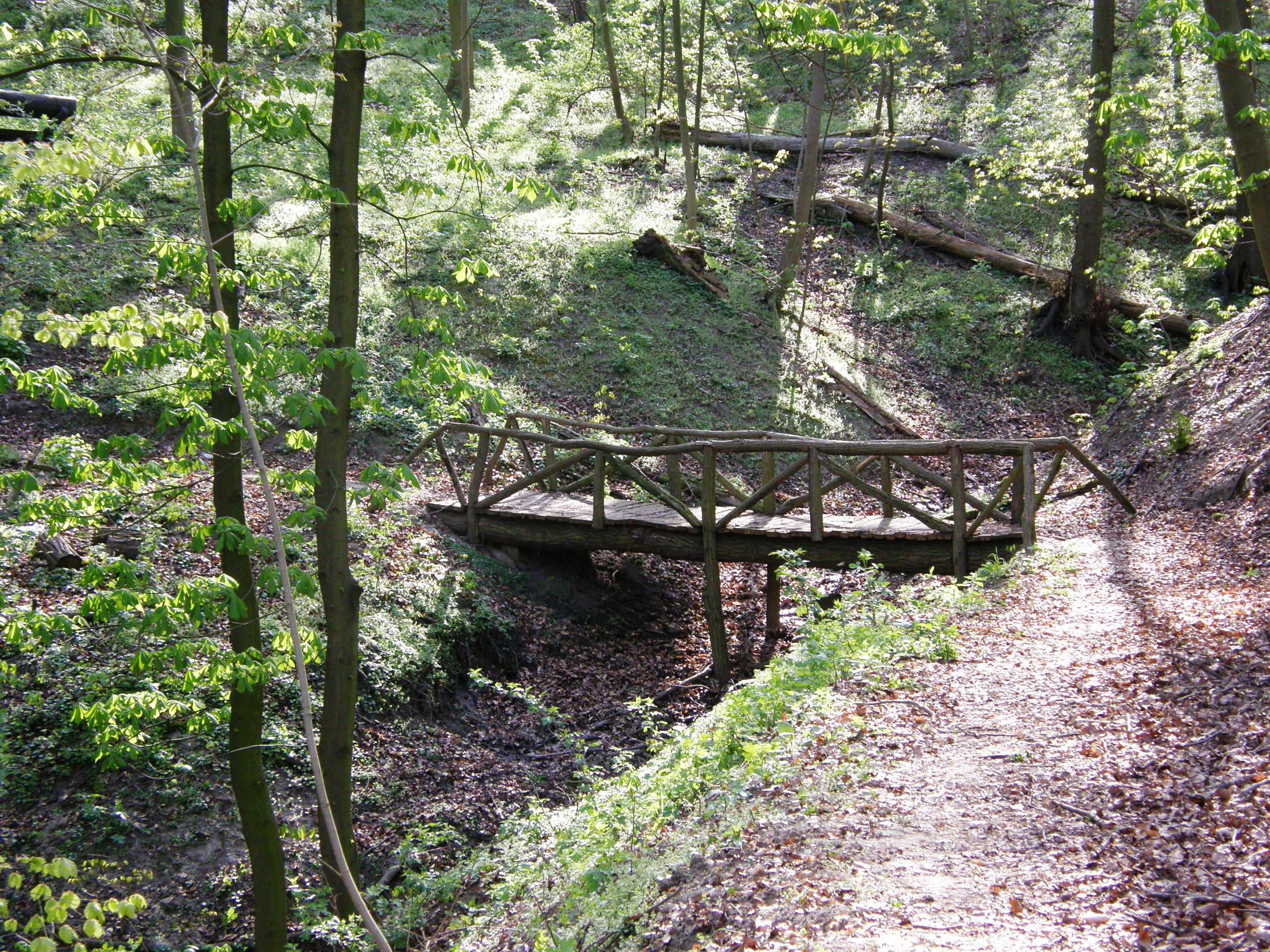
Mostek poblíž jezírka Herty
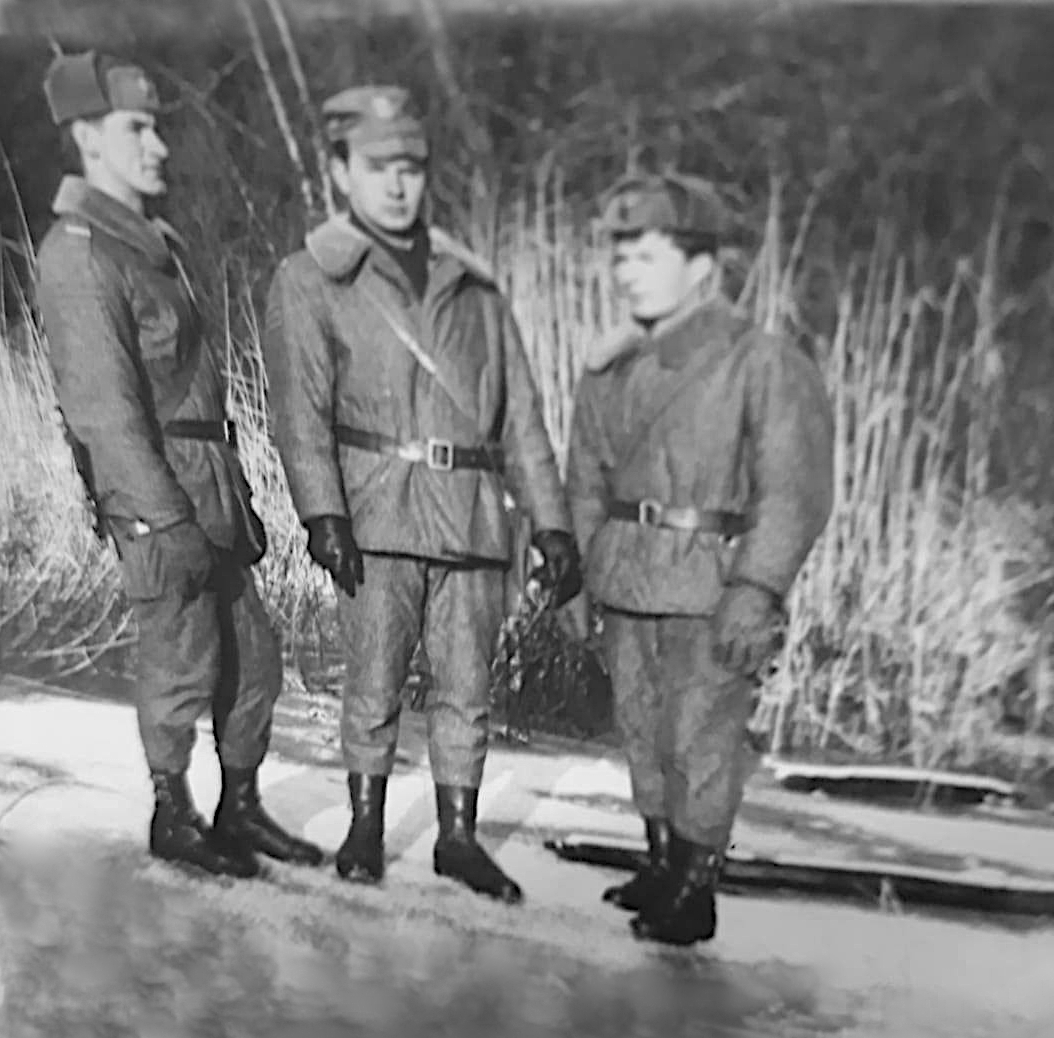
Pohraničníci